# Baguette de naissance

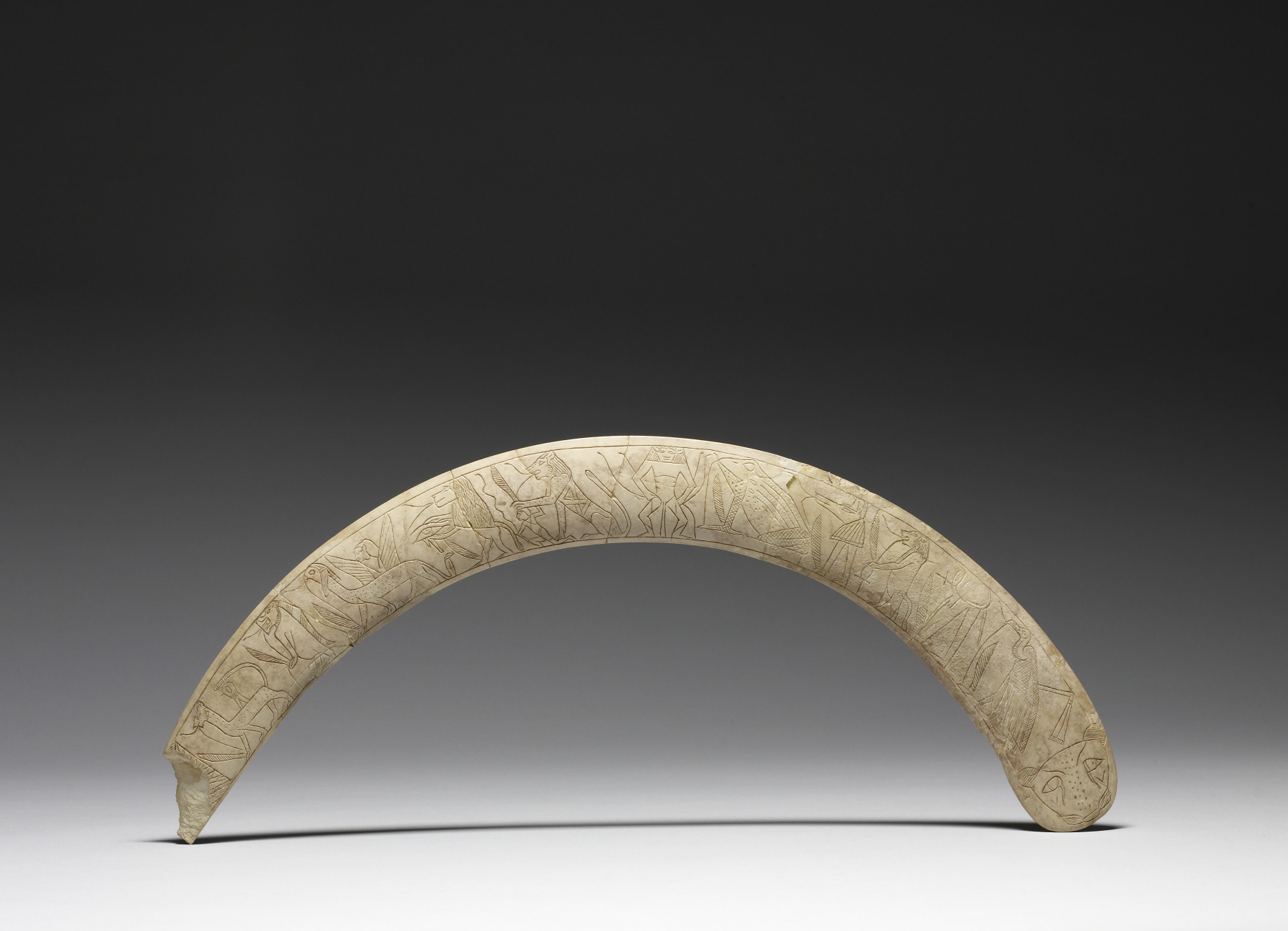
Baguette de naissance en ivoire, au Walters Art Museum

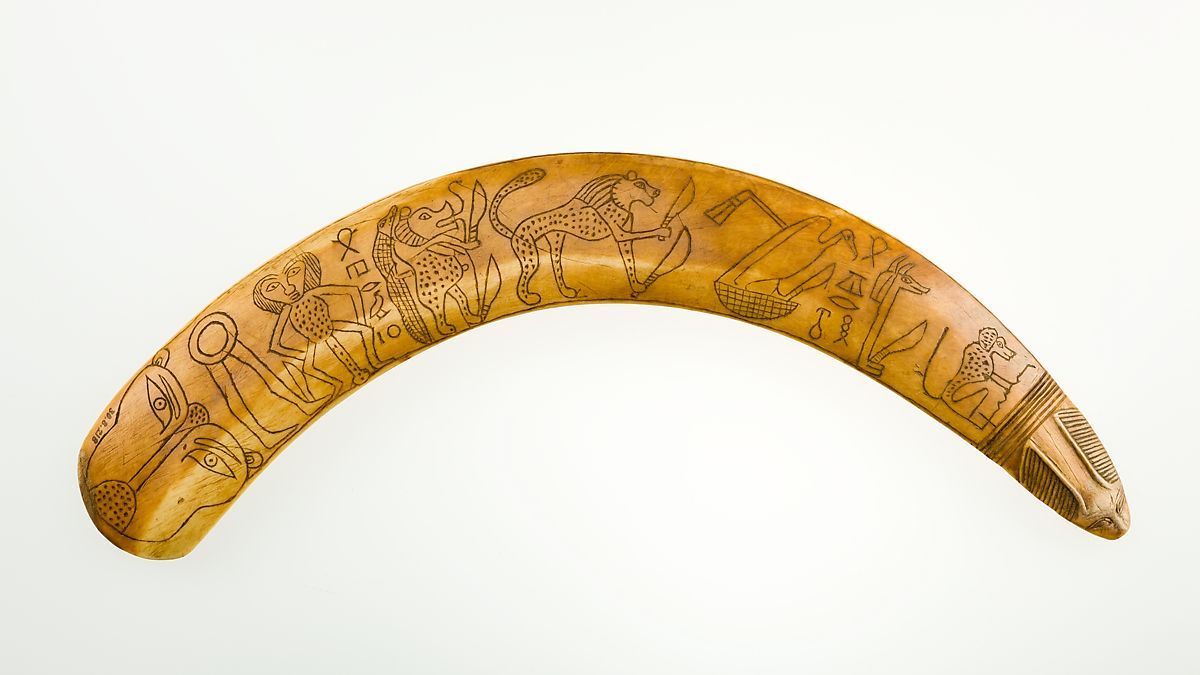
Baguette apotropaïque au Metropolitan Museum of Art

Les baguettes de naissance (également appelées baguettes magiques ou baguettes apotropaïques) sont des baguettes magiques apotropaïques (pour conjurer le mal), principalement originaires du Moyen Empire. Elles sont le plus souvent en ivoire d'hippopotame (Taouret, représentée comme un hippopotame bipède est la déesse de l'accouchement et de la fertilité), inscrites et décorées d'une série de figures. La plupart de ces baguettes ont été trouvées dans des sépultures à Thèbes, Licht, Abydos et ailleurs, mais quelques exemples ont également été trouvés dans des colonies, telles que Ouah-Sout ou Avaris, mais aussi à Ougarit et Megiddo.
Certaines baguettes de naissance portent de courtes inscriptions et celles-ci se rapportent toujours à la protection des femmes et des enfants de statut élevé. Les baguettes sont souvent décorées des deux côtés. Elles montrent une série de figures, la plupart d'entre elles étant des divinités liées à la naissance de la mère et de l'enfant. La déesse hippopotame Ipi (une première forme de Taouret) est commune ; d'autres figures y apparaissant sont des sphinx doubles, des serpents, des lions debout, des femmes nues à tête de lion, des vautours et des disques solaires à pattes. Il n'y a pas deux défenses décorées d'une sélection identique de figures.
Il existe quelques représentations de baguettes de naissance dans l'art. Celles-ci sont toujours montrées entre les mains des infirmières, confirmant qu'elles étaient principalement utilisées dans les rituels de naissance, protégeant la mère et l'enfant. Les baguettes de naissance ornées semblent toutes appartenir à la fin du Moyen Empire jusqu'à la Deuxième Période intermédiaire. Le dernier exemple datable appartient au roi Ouseribrê Senebkay de la Deuxième Période intermédiaire ; elle a été trouvée dans une tombe de cette période à Abydos.